# Способы закаливания

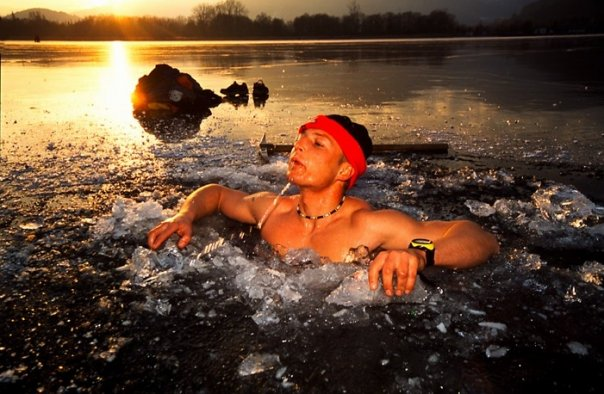
Купание в проруби

Закаливание организма — это система процедур, направленная на укрепление здоровья и иммунитета, а также на повышение сопротивляемости холоду и совершенствование терморегуляционной системы человека. Закаливание требует немалой силы воли, самообладания и упорства.
Различают следующие способы закаливания организма:
- обтирание холодной водой
- контрастный душ
- обливание
- купание

Каждую процедуру стоит выполнять не реже одного раза в день, так как при меньшей частоте снижается эффективность закаливания. Очень важно постоянство!

## Обтирание холодной водой
Этот очень щадящий метод закаливания заключается в обтирании тела полотенцем или губкой, смоченными в холодной воде, и последующим растиранием мокрой кожи до красноты сухим полотенцем. Если человек раньше никогда не закаливался, то стоит начать с слегка прохладной воды. Для получения эффекта необходимо постоянно снижать её температуру. Рекомендуется раз в три или более дней понижать температуру на 2 °C.

## Контрастный душ
Это наиболее универсальный метод закаливания, так как он не требует большого количества времени и усилий для подготовки. Смысл контрастного душа заключается в постоянном изменении температуры воды во время принятия процедуры. Она начинается обязательно с тёплой воды, так как холодная вода в начале вызовет сильный стресс у организма.
Сначала следует принять тёплый, но не горячий, душ несколько минут для того, чтобы «привыкнуть» к воде (подготовительный этап). Затем нужно резко изменить температуру воды до прохладной (начало основного этапа), если человек впервые закаливается, либо если процедура делается регулярно, до холодной или ледяной и простоять под душем 30 секунд. Затем нужно переключить воду на тёплую, но принимать душ нужно теперь тоже 30 секунд, а не несколько минут, как это делалось в подготовительном этапе. Этот алгоритм можно повторять несколько раз, находясь под душем на каждой стадии по 30 секунд. Заканчивать следует холодным душем, после которого нужно обтереться сухим полотенцем.
Со временем можно вместо понижения температуры воды, увеличивать интервал каждой стадии, например, с 30 секунд до 40, дойдя до трёх минут. Также стоит отметить, что можно увеличивать интервалы непропорционально: например, время принятие тёплого душа составляет 45 секунд, а холодного — минута. Так можно увеличить нагрузку на организм, но в пределах допустимого, без вреда для здоровья.
Температуру холодного душа стоит понижать не чаще, чем раз в три дня. Оптимальным шагом будет 2-3 °C.

## Обливание
Этот метод закаливания крайне похож на предыдущий (контрастный душ), но отличается от него более высокой сложностью и более высокой эффективностью.
Для проведения водных процедур понадобится несколько вёдер с водой разной температуры. Классической является компоновка: 2 ведра с тёплой водой, одно ведро с холодной и одно с ледяной (только если процедура до этого проводилась несколько раз, иначе есть риск переохладить организм; в противном случает стоит взять второе ведро с холодной водой). Для первых водных процедур воду нужно брать прохладную во избежания спазма сосудов (выглядит как долго не проходящая бледность).
Закаливание начинается, как и в случае с контрастным душем, с обливания тёплой водой, чтобы тело «привыкло» к ней и не было сильного спазма сосудов. За тёплой водой идёт обливание холодной, потом снова тёплой, а затем ледяной (или снова холодной), после чего нужно протереть тело сухим полотенцем. На этом водные процедуры заканчиваются.
Температуру холодных вёдер стоит понижать не чаще одного раза в 2 дня и не больше, чем на 2-3 °C.

## Купание
Купание, или «моржевание», — самый сложный и наиболее опасный способ закаливания организма, настоятельно рекомендуемый к проведению только опытными людьми.
Обычно купания проводят в специально оборудованных прорубях или купелях под надзором других людей, которые смогут помочь при возникновении нештатной ситуации. Это опасный способ закаливания, так как человек опускается в прорубь или в купель с головой, и есть риск, что человек может поскользнуться и уйти под воду или под лёд. Но зато купание проверяет организм человека «на прочность» в экстремальных температурных условиях, улучшает работоспособность, уменьшает заболеваемость гриппом, ангиной и другими болезнями лучше любого другого метода закаливания.
Рекомендуется окунаться в воду медленно, спокойно и с головой, чтобы активировать защитные функции организма во всех частях тела — это воспитывает в человеке самообладание и силу воли. Время пребывания в холодной воде должно быть ограничено 30-40 секундами.
Купание также можно проводить дома, устраивая «ледяные ванны». И это более безопасно, чем купание в проруби.